# Глобочиці-при-Костанєвиці
Глобочиці-при-Костанєвиці (словен. Globočice pri Kostanjevici) — поселення в общині Костанєвиця-на-Кркі, Споднєпосавський регіон, Словенія. Висота над рівнем моря: 171,3 м.